# Ilyarachna crassiceps
Ilyarachna crassiceps är en kräftdjursart som beskrevs av Barnard 1920. Ilyarachna crassiceps ingår i släktet Ilyarachna och familjen Munnopsidae. Inga underarter finns listade i Catalogue of Life.